# Eurovizijos 2018
Eurovizijos dainų konkurso nacionalinė atranka 2018 fand vom 6. Januar bis zum 11. März 2018 statt und war der litauische Vorentscheid für den Eurovision Song Contest 2018 in Lissabon (Portugal).

## Format

### Konzept
Im Oktober 2017 gab LRT bekannt, dass der Vorentscheid Eurovizijos dainų konkurso nacionalinė atranka auch 2018 wieder dazu dienen werde, den Interpreten sowie das Lied für den ESC zu bestimmen. Wie schon in den vergangenen Jahren wird es wieder mehrere Sendungen geben. Dazu bleibt auch das Abstimmungsverfahren im Vergleich zu den Vorjahren gleich. In jeder Sendung bestimmt zu 50 % das Televoting und zu 50 % eine Jury die sechs besten Beiträge pro Sendung. Der jeweils erste Platz im Televoting erhält, wie beim Eurovision Song Contest, 12 Punkte, der zweite 10 Punkte und der dritte 8 Punkte und so weiter runter bis einen Punkt für den zehnten Platz. Dasselbe gilt für das Juryvoting. Die 24 Teilnehmer, die sich aus den ersten vier Sendungen für die nächsten Sendungen qualifiziert haben, treten in den Heats 5 und 6 erneut gegeneinander an. Aus diesem qualifizieren sich jeweils sechs Teilnehmer für die beiden Halbfinalsendungen. Noch bevor diese stattfinden, findet eine Online Wildcard-Runde statt, wo zwei weitere Halbfinalteilnehmer aus den bereits ausgeschiedenen Teilnehmern ermittelt wird. So nehmen pro Halbfinale sieben Teilnehmer teil, wo von jeweils drei sich für das Finale qualifizieren. Damit treten sechs Teilnehmer im Finale gegeneinander an. Dort wird zu dem der Sieger bestimmt, der Litauen beim ESC 2018 vertreten wird.

### Beitragswahl
Vom 17. Oktober 2017 bis zum 1. Dezember 2017 konnten bei LRT Beiträge eingereicht werden. Dabei durften sich ausschließlich litauische Interpreten bewerben. Die Komponisten der Lieder durften allerdings aus dem Ausland stammen. Es war auch möglich, sich nur als Interpret zu bewerben oder nur ein Lied einzureichen. LRT gab bekannt, dass man dem Bewerber in diesem Fall jeweils ein Lied zuteilen werde.
Am 20. Dezember 2017 gab LRT bekannt, dass sich über 50 Sänger für den Vorentscheid beworben haben und über 100 Lieder eingereicht wurden.

### Austragungsort

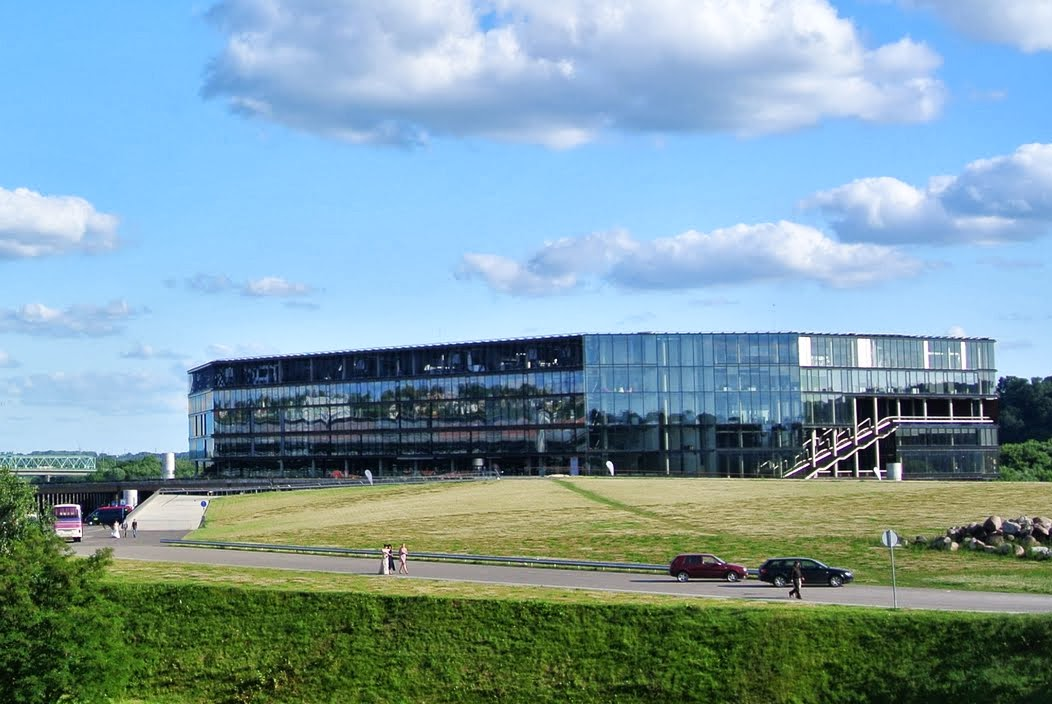
Žalgirio Arena, Austragungsort des Finales

Am 17. Februar 2018 gab LRT bekannt, dass das Finale in der Žalgirio Arena in der zweitgrößten Stadt in Litauen, Kaunas, stattfinden wird. Die Heats und das Halbfinale finden allerdings in den LRT Studios in Vilnius statt.

## Heats
Alle acht Heats werden schon vor der eigentlichen Ausstrahlung an dem jeweiligen Mittwoch vorher aufgenommen. Die Jury stimmt jeweils schon beim Dreh der Sendung ab, so dass das Televoting erst am Tag der Ausstrahlung abstimmen wird.

### Heat 1
Heat 1 fand am 6. Januar 2018, 21:00 Uhr (EET) in den LRT Studios statt. 13 Teilnehmer traten hier gegeneinander an.
| Platz | Startnr. | Interpret           | Lied Musik (M) und Text (T)                                                                                         | Sprache   | Übersetzung (Inoffiziell)     | Jury Punkte | Zuschauer                  | Zuschauer | Gesamt |
| Platz | Startnr. | Interpret           | Lied Musik (M) und Text (T)                                                                                         | Sprache   | Übersetzung (Inoffiziell)     | Jury Punkte | Stimmen (Televoting & SMS) | Punkte    | Gesamt |
| ----- | -------- | ------------------- | --- | --------- | ----------------------------- | ----------- | -------------------------- | --------- | ------ |
| 01.   | 13       | Ieva Zasimauskaitė  | When We're Old M/T: Vytautas Bikus                                                                                  | Englisch  | Wenn wir als sind             | 12          | 1.086                      | 12        | 24     |
| 02.   | 4        | Godo                | Fire Fountain M: Jokubas Tulaba, Goda Sasnauskaite; T: Jokubas Tulaba                                               | Englisch  | Feuer Fontäne                 | 12          | 0732                       | 08        | 20     |
| 03.   | 8        | Milda Rasilavičiūtė | I Think About You M/T: Jonas Talandis, Milda Rasilavičiūtė                                                          | Englisch  | Ich denke über dich           | 06          | 0561                       | 07        | 13     |
| 04.   | 5        | Lukas Norkunas      | Tegu M/T: Lukas Norkūnas                                                                                            | Litauisch | Mach’ es                      | 08          | 0282                       | 04        | 12     |
| 05.   | 3        | Germanė Kinderytė   | Turn It Up M: Sveinn Rúnar Sigurðsson, Oskar Nyman, Joel M. Isaksson; T: Oskar Nyman, Joel M. Isaksson, Renee Pozzi | Englisch  | Dreh es auf                   | –           | 0748                       | 10        | 10     |
| 06.   | 7        | Benas Malakauskas   | My Memories M: Benas Malakauskas; T: Jonas Talandis                                                                 | Englisch  | Meine Erinnerungen            | 03          | 0512                       | 06        | 09     |
| 07.   | 11       | Aušra Difartė       | Someday M: Aušra Difartė, Ramūnas Difartas; T: Aušra Difartė                                                        | Englisch  | Irgendwann                    | 05          | 0242                       | 03        | 08     |
| 08.   | 10       | Natalia Chareckaja  | Serious M/T: Natalija Chareckaja                                                                                    | Englisch  | Ernsthaft                     | 07          | 0172                       | –         | 07     |
| 09.   | 12       | Evaldas Vaikasas    | Blind M: Paulius Jasiūnas; T: Justina Adeikytė                                                                      | Englisch  | Blind                         | 02          | 0369                       | 05        | 07     |
| 10.   | 1        | Justin3             | Born To Be Wild One M: Justinas Stanislovaitis, Mario Matulevičius; T: Justinas Stanislovaitis                      | Englisch  | Geboren um ein Wilder zu sein | 04          | 0197                       | 02        | 06     |
| 11.   | 2        | Monee               | Standing here M: Deivydas Zvonkus; T: Elena Jurgaitytė, Viktorija Lakštutė                                          | Englisch  | Hier stehen                   | 01          | 0184                       | 01        | 02     |
| 12.   | 9        | Dangė               | Netikra Laimė M/T: Dangė Šamonskienė                                                                                | Litauisch | Gefälschtes Glück             | –           | 0110                       | –         | 0      |
| 13.   | 6        | Meda Meškauskaitė   | Blood Roses M: M. Franck; T: Jon Are Kulsveen, Aidan O’Connor                                                       | Englisch  | Blutrosen                     | –           | 091                        | –         | 0      |

 Kandidat hat sich für Heat 5 oder 6 qualifiziert.

### Heat 2
Heat 2 fand am 20. Januar 2018, 21:00 Uhr (EET) in den LRT Studios statt. 12 Teilnehmer traten hier gegeneinander an.
| Platz | Startnr. | Interpret              | Lied Musik (M) und Text (T) | Sprache   | Übersetzung (Inoffiziell)            | Jury Punkte | Zuschauer                  | Zuschauer | Gesamt |
| Platz | Startnr. | Interpret              | Lied Musik (M) und Text (T) | Sprache   | Übersetzung (Inoffiziell)            | Jury Punkte | Stimmen (Televoting & SMS) | Punkte    | Gesamt |
| ----- | -------- | ---------------------- | --- | --------- | ------------------------------------ | ----------- | -------------------------- | --------- | ------ |
| 01.   | 6        | Saulės kliošas         | Įkvėpk ir nepaleisk (Man gaila) M: Alvydas Mačiulskas, Paulius Volkovas; T: Laurynas Šarkinas, Justė Starinskaitė                                                                                   | Litauisch | Du tust mir leid                     | 12          | 435                        | 06        | 18     |
| 02.   | 7        | Twosome                | Hello M/T: Justinas Stanislovaitis, Paulius Šinkūnas | Englisch  | Hallo                                | 10          | 643                        | 08        | 18     |
| 03.   | 8        | Paula                  | 1 2 3 M: Gytis Valickas, Paula Valentaitė, Donatas Montvydas, Oskar Nyman, Joel M. Isaksson, Sveinn Rúnar Sigurðsson; T: Paula Valentaitė, Gytis Valickas, Oskar Nyman, Joel M. Isaksson, Lee Pozzi | Englisch  | –                                    | 06          | 678                        | 12        | 18     |
| 04.   | 10       | Elizabeth Olshey       | Bejausmis M: Dynoro, Elizabeth Olshey; T: Elizabeth Olshey | Litauisch | Sinnlos                              | 03          | 643                        | 10        | 13     |
| 05.   | 1        | Juozas Martin          | Don't Give Up M/T: Juozas Martinkėnas | Englisch  | Gib nicht auf                        | 08          | 202                        | 04        | 12     |
| 06.   | 9        | Audrius Petrauskas     | In My Bones M/T: Ashley Hicklin, Michael Schulte | Englisch  | In meinen Knochen                    | 07          | 244                        | 05        | 12     |
| 07.   | 11       | Mia                    | Arrows M/T: Laurell Barker, Rickard Bonde Truumeel, Greig Watts | Englisch  | Pfeile                               | 04          | 541                        | 07        | 11     |
| 08.   | 5        | Rūta Kotryna           | Ghost M/T: Christopher Wortley, Mia Milan, Marcus Lindberg | Englisch  | Geist                                | 05          | 126                        | 02        | 07     |
| 09.   | 3        | Elvina Milkauskaitė    | So Long My Love, My Lover M/T: Aminata Savadogo, Christopher Wortley, Vallo Kikas | Englisch  | So lange meine Liebe, mein Liebhaber | 02          | 143                        | 03        | 05     |
| 10.   | 4        | LJ                     | Over Now M/T: Vytautas Diškevičius | Englisch  | Jetzt vorbei                         | 01          | 074                        | 01        | 02     |
| 11.   | 2        | Justina Žukauskaitė    | Love Doesn't Lie M: Vytautas Karpauskas, Delphi Freeman; T: Delphi Freeman | Englisch  | Liebe lügt nicht                     | –           | 061                        | –         | 0      |
| 12.   | 12       | Emilija Valiukevičiūtė | Bye Bye M/T: Emilija Valiukevičiūtė, Jerome Thomas | Englisch  | Tschüss Tschüss                      | –           | 049                        | –         | 0      |

 Kandidat hat sich für Heat 5 oder 6 qualifiziert.

### Heat 3
Heat 3 fand am 27. Januar 2018, 21:00 Uhr (EET) in den LRT Studios statt. 12 Teilnehmer traten hier gegeneinander an.
| Platz | Startnr. | Interpret                        | Lied Musik (M) und Text (T)                                                      | Sprache   | Übersetzung (Inoffiziell) | Jury Punkte | Zuschauer                  | Zuschauer | Gesamt |
| Platz | Startnr. | Interpret                        | Lied Musik (M) und Text (T)                                                      | Sprache   | Übersetzung (Inoffiziell) | Jury Punkte | Stimmen (Televoting & SMS) | Punkte    | Gesamt |
| ----- | -------- | -------------------------------- | -------------------------------------------------------------------------------- | --------- | ------------------------- | ----------- | -------------------------- | --------- | ------ |
| 01.   | 12       | Greta Zazza                      | Broken Shadows M: Jonas Thander; T: Charlie Mason                                | Englisch  | Gebrochene Schatten       | 12          | 502                        | 08        | 20     |
| 02.   | 3        | Agnė Michalenkovaitė             | Going On M: Paulius Jasiūnas; T: Justina Adeikytė                                | Englisch  | Weiter gehts              | 07          | 526                        | 10        | 17     |
| 03.   | 11       | Gabrielius Vagelis               | The Distant M/T: Gabrielius Vagelis                                              | Englisch  | Die Entfernung            | 10          | 476                        | 06        | 16     |
| 04.   | 4        | Gerai Gerai & Silvija Pankūnaitė | More Than You Know M: Vilius Tamošaitis; T:Vilius Tamošaitis, Silvija Pankūnaitė | Englisch  | Mehr als du weißt         | 08          | 496                        | 07        | 15     |
| 05.   | 7        | Živilė Gedvilaitė                | Melody M/T: Rūta Ščiogolevaitė-Damijonaitienė                                    | Englisch  | Melodie                   | 02          | 621                        | 12        | 14     |
| 06.   | 1        | Vidas Bareikis                   | Pusvalanduko M/T: Vidas Bareikis                                                 | Litauisch | –                         | 07          | 444                        | 05        | 12     |
| 07.   | 10       | Milda Martinkėnaitė              | Hurricane M/T: Georgios Kalpakidis, Thomas Reil, Jeppe Reil, Maria Broberg       | Englisch  | Hurrikane                 | 05          | 405                        | 04        | 09     |
| 08.   | 8        | Joyce                            | Breathe M: Evelina Jocytė, Stepan Bitus; T: Evelina Jocytė                       | Englisch  | Atme                      | 04          | 175                        | 02        | 06     |
| 09.   | 5        | ELEY                             | This Is My Life M: Justinas Štaras, Eglė Jakštytė; T: M. Muzaite, Eglė Jakštytė  | Englisch  | Das ist mein Leben        | 03          | 073                        | 01        | 04     |
| 10.   | 9        | Valdas Lacko                     | Dying Inside M: Niklas Bergqvist, Simon Johansson; T: Nikos Sofis                | Englisch  | Von innen sterben         | 01          | 399                        | 03        | 04     |
| 11.   | 6        | E.G.O.                           | Shake The World M: Karolis Šliažas; T: Karolis Šliažas, Vaidas Kalkauskaitė      | Englisch  | Schüttel die Welt         | –           | 067                        | –         | 0      |
| 12.   | 2        | Donata                           | Powerful M/T: Michael James Down, Will Taylor                                    | Englisch  | Mächtig                   | –           | 054                        | –         | 0      |

 Kandidat hat sich für Heat 5 oder 6 qualifiziert.

### Heat 4
Heat 4 fand am 3. Februar 2018, 21:00 Uhr (EET) in den LRT Studios statt. 13 Teilnehmer traten hier gegeneinander an.
| Platz | Startnr. | Interpret             | Lied Musik (M) und Text (T)                                                                                    | Sprache   | Übersetzung (Inoffiziell)          | Jury Punkte | Zuschauer                  | Zuschauer | Gesamt |
| Platz | Startnr. | Interpret             | Lied Musik (M) und Text (T)                                                                                    | Sprache   | Übersetzung (Inoffiziell)          | Jury Punkte | Stimmen (Televoting & SMS) | Punkte    | Gesamt |
| ----- | -------- | --------------------- | --- | --------- | ---------------------------------- | ----------- | -------------------------- | --------- | ------ |
| 01.   | 13       | Monika Marija         | The Truth M: Erica Jennings; T: Vytautas Bikus                                                                 | Englisch  | Die Wahrheit                       | 10          | 1.354                      | 12        | 22     |
| 02.   | 02       | Jurgis Brūzga         | 4love M: Jurgis Brūzga, Tomas Dičiūnas, Kasparas Meginis, Edgaras Žaltauskas; T: Jurgis Brūzga, Andrius Kairys | Englisch  | –                                  | 12          | 0771                       | 04        | 16     |
| 03.   | 10       | Marija                | This Love M: Tim Larsson, Tobias Lundgren; T: Christian Fast, Hayley Aitken                                    | Englisch  | Diese Liebe                        | 08          | 1325                       | 08        | 16     |
| 04.   | 12       | The Roop              | Yes, I Do M: Vaidotas Valiukevičius; T: Robertas Baranauskas, Vainius Šimukėnas, Mantas Banišauskas            | Englisch  | Ja, ich mache                      | 06          | 1.347                      | 10        | 16     |
| 05.   | 06       | Kotryna Juodzevičiūtė | That Girl M/T: Ashley Hicklin, Marcell Závodi, Sofia Martha Maria Anessiadis, Glen Faria, Alan Roy Scott       | Englisch  | Dieses Mädchen                     | 08          | 0833                       | 06        | 14     |
| 06.   | 01       | Rūta Loop             | Positive Thoughts M: Rūta Žibaitytė, Paulius Vaicekauskas; T: Rūta Žibaitytė                                   | Englisch  | Positive Gedanken                  | 04          | 0794                       | 05        | 09     |
| 07.   | 04       | Dainotas Varnas       | Merry-go-round M: Kasparas Meginis, Dainotas Varnas, Edgaras Žaltauskas; T: Dainotas Varnas                    | Englisch  | Karussell                          | 05          | 0737                       | 03        | 08     |
| 08.   | 09       | El Fuego              | I Do Believe M: Paulius Bagdanavičius; T: Andrius Kairys                                                       | Englisch  | Ich tue glauben                    | –           | 0939                       | 07        | 07     |
| 09.   | 11       | Rasa Kaušiūtė         | The Silence M: Samuel Bugia Garrido; T: Matthew Vassallo                                                       | Englisch  | Die Stille                         | 03          | 0417                       | –         | 03     |
| 10.   | 07       | Marius Petrauskas     | Kol Meilė Gyva M: Paulius Jasiūnas; T: Povilas Scerbavicius                                                    | Litauisch | Tot von einem Kuss                 | 02          | 0554                       | 01        | 03     |
| 11.   | 03       | Ofelija               | Butterfly M: Liepa Maknaviciute, Filip Koscak; T: Liepa Maknaviciute                                           | Englisch  | Schmetterling                      | –           | 0607                       | 02        | 02     |
| 12.   | 08       | Silvija Pankūnaitė    | Real M: Andreas Björkman, Adriana Pupavac; T: Aidan O’Connor                                                   | Englisch  | Echt                               | 01          | 0368                       | –         | 01     |
| 13.   | 05       | Rugilė Daujotaitė     | Love Is the Flower Of Life M/T: Rugilė Daujotaitė, Edwin Oranje, Sjoerd Limberger; T: Rugilė Daujotaitė        | Englisch  | Die Liebe ist die Blume des Lebens | –           | 0313                       | –         | 0      |

 Kandidat hat sich für Heat 5 oder 6 qualifiziert.

### Heat 5
Heat 5 fand am 10. Februar 2018, 21:00 Uhr (EET) in den LRT Studios statt. 12 Teilnehmer traten hier gegeneinander an.
| Platz | Startnr. | Interpret                        | Lied Musik (M) und Text (T) | Sprache   | Übersetzung (Inoffiziell) | Jury Punkte | Zuschauer                  | Zuschauer | Gesamt |
| Platz | Startnr. | Interpret                        | Lied Musik (M) und Text (T) | Sprache   | Übersetzung (Inoffiziell) | Jury Punkte | Stimmen (Televoting & SMS) | Punkte    | Gesamt |
| ----- | -------- | -------------------------------- | --- | --------- | ------------------------- | ----------- | -------------------------- | --------- | ------ |
| 01.   | 11       | Kotryna Juodzevičiūtė            | That Girl M/T: Ashley Hicklin, Marcell Závodi, Sofia Martha Maria Anessiadis, Glen Faria, Alan Roy Scott                                                                                            | Englisch  | Dieses Mädchen            | 12          | 0837                       | 10        | 22     |
| 02.   | 12       | Jurgis Brūzga                    | 4love M: Jurgis Brūzga, Tomas Dičiūnas, Kasparas Meginis, Edgaras Žaltauskas; T: Jurgis Brūzga, Andrius Kairys                                                                                      | Englisch  | –                         | 10          | 1.244                      | 12        | 22     |
| 03.   | 07       | Godo                             | Fire Fountain M: Jokubas Tulaba, Goda Sasnauskaite; T: Jokubas Tulaba | Englisch  | Feuer Fontäne             | 10          | 0721                       | 07        | 17     |
| 04.   | 05       | Paula                            | 1 2 3 M: Gytis Valickas, Paula Valentaitė, Donatas Montvydas, Oskar Nyman, Joel M. Isaksson, Sveinn Rúnar Sigurðsson; T: Paula Valentaitė, Gytis Valickas, Oskar Nyman, Joel M. Isaksson, Lee Pozzi | Englisch  | -                         | 06          | 0693                       | 06        | 12     |
| 05.   | 01       | Twosome                          | Hello M/T: Justinas Stanislovaitis, Paulius Šinkūnas | Englisch  | Hallo                     | 07          | 0660                       | 04        | 11     |
| 06.   | 03       | Gerai Gerai & Silvija Pankūnaitė | More Than You Know M: Vilius Tamošaitis; T:Vilius Tamošaitis, Silvija Pankūnaitė | Englisch  | Mehr als du weißt         | 03          | 0789                       | 08        | 11     |
| 07.   | 09       | Vidas Bareikis                   | Pusvalanduko M/T: Vidas Bareikis | Litauisch | –                         | 05          | 0687                       | 05        | 10     |
| 08.   | 04       | Lukas Norkunas                   | Tegu M/T: Lukas Norkūnas | Litauisch | Mach’ es                  | 05          | 0447                       | 03        | 08     |
| 09.   | 02       | Milda Rasilavičiūtė              | I Think About You M/T: Jonas Talandis, Milda Rasilavičiūtė | Englisch  | Ich denke über dich       | 01          | 0383                       | 02        | 03     |
| 10.   | 10       | Juozas Martin                    | Don't Give Up M/T: Juozas Martinkėnas | Englisch  | Gib nicht auf             | 02          | 0197                       | 0         | 02     |
| 11.   | 06       | Benas Malakauskas                | My Memories M: Benas Malakauskas; T: Jonas Talandis | Englisch  | Meine Erinnerungen        | –           | 0321                       | 01        | 01     |
| 12.   | 08       | Germanė Kinderytė                | Turn It Up M: Sveinn Rúnar Sigurðsson, Oskar Nyman, Joel M. Isaksson; T: Oskar Nyman, Joel M. Isaksson, Renee Pozzi                                                                                 | Englisch  | Dreh es auf               | –           | 0186                       | –         | 0      |

 Kandidat hat sich für das Halbfinale qualifiziert.

### Heat 6
Heat 6 fand am 17. Februar 2018, 21:00 Uhr (EET) in den LRT Studios statt. 12 Teilnehmer traten hier gegeneinander an.
| Platz | Startnr. | Interpret            | Lied Musik (M) und Text (T)                                                                                       | Sprache   | Übersetzung (Inoffiziell) | Jury Punkte | Zuschauer                  | Zuschauer | Gesamt |
| Platz | Startnr. | Interpret            | Lied Musik (M) und Text (T)                                                                                       | Sprache   | Übersetzung (Inoffiziell) | Jury Punkte | Stimmen (Televoting & SMS) | Punkte    | Gesamt |
| ----- | -------- | -------------------- | --- | --------- | ------------------------- | ----------- | -------------------------- | --------- | ------ |
| 01.   | 12       | Ieva Zasimauskaitė   | When We're Old M/T: Vytautas Bikus                                                                                | Englisch  | Wenn wir alt sind         | 12          | 2.029                      | 08        | 20     |
| 02.   | 10       | Monika Marija        | The Truth M: Erica Jennings; T: Vytautas Bikus                                                                    | Englisch  | Die Wahrheit              | 10          | 1.399                      | 07        | 17     |
| 03.   | 04       | Saulės kliošas       | Įkvėpk ir nepaleisk (Man gaila) M: Alvydas Mačiulskas, Paulius Volkovas; T: Laurynas Šarkinas, Justė Starinskaitė | Litauisch | Du tust mir leid          | 10          | 0740                       | 06        | 16     |
| 04.   | 08       | The Roop             | Yes, I Do M: Vaidotas Valiukevičius; T: Robertas Baranauskas, Vainius Šimukėnas, Mantas Banišauskas               | Englisch  | Ja, ich mache             | 06          | 2.496                      | 10        | 16     |
| 05.   | 07       | Marija               | This Love M: Tim Larsson, Tobias Lundgren; T: Christian Fast, Hayley Aitken                                       | Englisch  | Diese Liebe               | –           | 2.722                      | 12        | 12     |
| 06.   | 11       | Gabrielius Vagelis   | The Distant M/T: Gabrielius Vagelis                                                                               | Englisch  | Die Entfernung            | 05          | 0688                       | 05        | 10     |
| 07.   | 05       | Greta Zazza          | Broken Shadows M: Jonas Thander; T: Charlie Mason                                                                 | Englisch  | Gebrochene Schatten       | 04          | 0589                       | 04        | 08     |
| 08.   | 02       | Audrius Petrauskas   | In My Bones M/T: Ashley Hicklin, Michael Schulte                                                                  | Englisch  | In meinen Knochen         | 07          | 0231                       | 0         | 07     |
| 09.   | 09       | Elizabeth Olshey     | Bejausmis M: Dynoro, Elizabeth Olshey; T: Elizabeth Olshey                                                        | Litauisch | Sinnlos                   | 02          | 0472                       | 02        | 04     |
| 10.   | 03       | Agnė Michalenkovaitė | Going On M: Paulius Jasiūnas; T: Justina Adeikytė                                                                 | Englisch  | Weiter gehts              | 01          | 0510                       | 03        | 04     |
| 11.   | 06       | Rūta Loop            | Positive Thoughts M: Rūta Žibaitytė, Paulius Vaicekauskas; T: Rūta Žibaitytė                                      | Englisch  | Positive Gedanken         | 03          | 0287                       | –         | 03     |
| 12.   | 01       | Živilė Gedvilaitė    | Melody M/T: Rūta Ščiogolevaitė-Damijonaitienė                                                                     | Englisch  | Melodie                   | 01          | 0344                       | 01        | 02     |

 Kandidat hat sich für das Halbfinale qualifiziert.

## Online Wildcard-Runde
Am 19. Februar 2018 entschied LRT, zwei Wildcards an bereits ausgeschiedene Teilnehmer zu verteilen. Ermittelt wurden diesen über ein Online-Voting, welches bis zum 21. Februar 2018 andauerte. Pro IP konnte eine Stimme abgegeben werden. Am 21. Februar 2018 gab LRT dann bekannt, dass Greta Zazza und Ruta Loop die Wildcard gewonnen haben. Es wurden nur die ersten drei Platzierungen bekannt gegeben.
| Platz | Interpret            | Lied               | Stimmen |
| ----- | -------------------- | ------------------ | ------- |
| 1.    | Greta Zazza          | Broken Shadows     | 4.484   |
| 2.    | Ruta Loop            | Positive Thoughts  | 3.928   |
| 3.    | Vidas Bareikis       | Pusvalanduko       | 3.730   |
| –     | Agnė Michalenkovaitė | Going On           | –       |
| –     | Audrius Petrauskas   | In My Bones        | –       |
| –     | Benas Malakauskas    | My Memories        | –       |
| –     | Elizabeth Olshey     | Bejausmis          | –       |
| –     | Germantė Kinderytė   | Turn It Up         | –       |
| –     | Juozas Martin        | Don't Give Up      | –       |
| –     | Lukas Norkūnas       | Tegu               | –       |
| –     | Milda Rasilavičiūtė  | Thinking About You | –       |
| –     | Živilė Gedvilaitė    | Melody             | –       |

 Kandidat hat sich für das Halbfinale qualifiziert.

## Halbfinale

### Erstes Halbfinale
Das erste Halbfinale fand am 24. Februar 2018, 21:00 Uhr (EET) in den LRT Studios statt. Sieben Teilnehmer traten hier gegeneinander an.
| Platz | Startnr. | Interpret                        | Lied Musik (M) und Text (T)                                                                                    | Sprache  | Übersetzung (Inoffiziell) | Jury Punkte | Zuschauer                  | Zuschauer | Gesamt |
| Platz | Startnr. | Interpret                        | Lied Musik (M) und Text (T)                                                                                    | Sprache  | Übersetzung (Inoffiziell) | Jury Punkte | Stimmen (Televoting & SMS) | Punkte    | Gesamt |
| ----- | -------- | -------------------------------- | --- | -------- | ------------------------- | ----------- | -------------------------- | --------- | ------ |
| 1.    | 7        | Jurgis Brūzga                    | 4love M: Jurgis Brūzga, Tomas Dičiūnas, Kasparas Meginis, Edgaras Žaltauskas; T: Jurgis Brūzga, Andrius Kairys | Englisch | –                         | 12          | 1.648                      | 10        | 22     |
| 2.    | 4        | The Roop                         | Yes, I Do M: Vaidotas Valiukevičius; T: Robertas Baranauskas, Vainius Šimukėnas, Mantas Banišauskas            | Englisch | Ja, ich mache             | 07          | 2.664                      | 12        | 19     |
| 3.    | 3        | Kotryna Juodzevičiūtė            | That Girl M/T: Ashley Hicklin, Marcell Závodi, Sofia Martha Maria Anessiadis, Glen Faria, Alan Roy Scott       | Englisch | Dieses Mädchen            | 10          | 0912                       | 06        | 16     |
| 4.    | 6        | Greta Zazza                      | Broken Shadows M: Jonas Thander; T: Charlie Mason                                                              | Englisch | Gebrochene Schatten       | 06          | 1.220                      | 08        | 14     |
| 5.    | 5        | Godo                             | Fire Fountain M: Jokubas Tulaba, Goda Sasnauskaite; T: Jokubas Tulaba                                          | Englisch | Feuer Fontäne             | 08          | 0746                       | 05        | 13     |
| 6.    | 2        | Gerai Gerai & Silvija Pankūnaitė | More Than You Know M: Vilius Tamošaitis; T:Vilius Tamošaitis, Silvija Pankūnaitė                               | Englisch | Mehr als du weißt         | 06          | 1.120                      | 07        | 13     |
| 7.    | 1        | Gabrielius Vagelis               | The Distant M/T: Gabrielius Vagelis                                                                            | Englisch | Die Entfernung            | 04          | 0486                       | 04        | 08     |

 Kandidat hat sich für das Finale qualifiziert.

### Zweites Halbfinale
Das zweite Halbfinale fand am 3. März 2018, 21:00 Uhr (EET) in den LRT Studios statt. Sieben Teilnehmer traten hier gegeneinander an.
| Platz | Startnr. | Interpret          | Lied Musik (M) und Text (T) | Sprache   | Übersetzung (Inoffiziell) | Jury Punkte | Zuschauer                  | Zuschauer | Gesamt |
| Platz | Startnr. | Interpret          | Lied Musik (M) und Text (T) | Sprache   | Übersetzung (Inoffiziell) | Jury Punkte | Stimmen (Televoting & SMS) | Punkte    | Gesamt |
| ----- | -------- | ------------------ | --- | --------- | ------------------------- | ----------- | -------------------------- | --------- | ------ |
| 1.    | 3        | Ieva Zasimauskaitė | When We're Old M/T: Vytautas Bikus | Englisch  | Wenn wir alt sind         | 12          | 2.705                      | 12        | 24     |
| 2.    | 7        | Monika Marija      | The Truth M: Erica Jennings; T: Vytautas Bikus | Englisch  | Die Wahrheit              | 07          | 2.518                      | 10        | 17     |
| 3.    | 4        | Paula              | 1 2 3 M: Gytis Valickas, Paula Valentaitė, Donatas Montvydas, Oskar Nyman, Joel M. Isaksson, Sveinn Rúnar Sigurðsson; T: Paula Valentaitė, Gytis Valickas, Oskar Nyman, Joel M. Isaksson, Lee Pozzi | Englisch  | –                         | 10          | 1.456                      | 06        | 16     |
| 4.    | 2        | Twosome            | Hello M/T: Justinas Stanislovaitis, Paulius Šinkūnas | Englisch  | Hallo                     | 08          | 1.526                      | 07        | 15     |
| 5.    | 1        | Marija             | This Love M: Tim Larsson, Tobias Lundgren; T: Christian Fast, Hayley Aitken | Englisch  | Diese Liebe               | 05          | 2.463                      | 08        | 13     |
| 6.    | 5        | Saulės kliošas     | Įkvėpk ir nepaleisk (Man gaila) M: Alvydas Mačiulskas, Paulius Volkovas; T: Laurynas Šarkinas, Justė Starinskaitė                                                                                   | Litauisch | Du tust mir leid          | 06          | 1.344                      | 05        | 11     |
| 7.    | 6        | Rūta Loop          | Positive Thoughts M: Rūta Žibaitytė, Paulius Vaicekauskas; T: Rūta Žibaitytė | Englisch  | Positive Gedanken         | 04          | 0297                       | 04        | 08     |

 Kandidat hat sich für das Finale qualifiziert.

## Finale
Das Finale hat am 11. März 2018, 21:00 Uhr (EET) in der Žalgirio Arena in Kaunas stattgefunden. Sechs Teilnehmer kämpften um den Sieg und damit um das Recht, Litauen beim ESC 2018 zu vertreten.
| Platz | Startnr. | Interpret             | Lied Musik (M) und Text (T) | Sprache  | Übersetzung (Inoffiziell) | Jury    | Jury   | Zuschauer                  | Zuschauer | Gesamt |
| Platz | Startnr. | Interpret             | Lied Musik (M) und Text (T) | Sprache  | Übersetzung (Inoffiziell) | Stimmen | Punkte | Stimmen (Televoting & SMS) | Punkte    | Gesamt |
| ----- | -------- | --------------------- | --- | -------- | ------------------------- | ------- | ------ | -------------------------- | --------- | ------ |
| 1.    | 6.       | Ieva Zasimauskaitė    | When We're Old M/T: Vytautas Bikus | Englisch | Wenn wir alt sind         | 70      | 10     | 20.335                     | 12        | 22     |
| 2.    | 5.       | Jurgis Brūzga         | 4love M: Jurgis Brūzga, Tomas Dičiūnas, Kasparas Meginis, Edgaras Žaltauskas; T: Jurgis Brūzga, Andrius Kairys                                                                                      | Englisch | –                         | 71      | 12     | 5.382                      | 07        | 19     |
| 3.    | 3.       | The Roop              | Yes, I Do M: Vaidotas Valiukevičius; T: Robertas Baranauskas, Vainius Šimukėnas, Mantas Banišauskas                                                                                                 | Englisch | Ja, ich mache             | 50      | 07     | 16.491                     | 10        | 17     |
| 4.    | 1.       | Monika Marija         | The Truth M: Erica Jennings; T: Vytautas Bikus | Englisch | Die Wahrheit              | 62      | 08     | 13.755                     | 08        | 16     |
| 5.    | 2.       | Kotryna Juodzevičiūtė | That Girl M/T: Ashley Hicklin, Marcell Závodi, Sofia Martha Maria Anessiadis, Glen Faria, Alan Roy Scott                                                                                            | Englisch | Dieses Mädchen            | 46      | 06     | 1.390                      | 06        | 12     |
| 6.    | 4.       | Paula                 | 1 2 3 M: Gytis Valickas, Paula Valentaitė, Donatas Montvydas, Oskar Nyman, Joel M. Isaksson, Sveinn Rúnar Sigurðsson; T: Paula Valentaitė, Gytis Valickas, Oskar Nyman, Joel M. Isaksson, Lee Pozzi | Englisch | –                         | 38      | 05     | 1.160                      | 05        | 10     |